# NGT48のえっさこいさRADIO
『NGT48のえっさこいさRADIO』（エヌジーティーフォーティーエイトのえっさこいさレディオ）は、エフエムラジオ新潟で2021年7月5日より放送しているラジオのトーク番組である。

## 概要
エフエムラジオ新潟で放送されていた『NGT48のみんな神対応!! ラジオあくしゅ会』以来、約2年ぶりとなるNGT48の冠ラジオ番組で、2021年6月21日放送の『SOUND SPLASH』内で発表された。
メンバーが新潟県やグループの魅力を紹介していく番組で、基本的に毎回3名が出演し、2週毎に交代する形式を採っている。特に決まったコーナーはないがリスナーからのメッセージを紹介したり、出演メンバーが参加した楽曲のオンエアをかけて食レポ対決をおこなっている。番組ハッシュタグは「#えっさNGT」「#fm775」。
番組名は越後と佐渡の「越佐（えっさ）」に「恋（こい）さ」と「来（こ）いさ」の意味が込められている。
番組放送翌日にはオーディオコンテンツプラットフォーム「AuDee（オーディー）」でほぼ編集なしの「完全版」を配信している。

## 卒業回
2024年
- 4月8日 - 本間日陽[15]